# Vivien Labarile
Vivien Labarile (* 1998 in Niedergesteln) ist eine Schweizer Eiskletterin.

## Leben
Labarile begann 12-jährig im lokalen Kletterclub zu klettern. Anfangs kletterte sie in der Halle, später draussen am Fels. Schliesslich kam sie durch den Kletterclub mit dem Eisklettern in Berührung. Ihren ersten Wettkampf im Eisklettern bestritt sie 2013, als sie bei den Jugendweltmeisterschaften den dritten und bei den Schweizermeisterschaften den ersten Platz belegte. Nach diesem Wettkampf wurde sie in die Nationalmannschaft aufgenommen.
Labarile nimmt in den Disziplinen Lead und Speed teil. 2022 wurde sie Vizeweltmeisterin in der Kombination. Für das Jahr 2023 legte sie ihren Fokus auf Speed. Im Januar 2023 wurde sie in Champagny-en-Vanoise Europameisterin im Speed. Im Lead erreichte sie an der Europameisterschaft in Champagny-en-Vanoise den Dritten Platz.